# Margaret Graham
Margaret Graham nata Margaret Watson (Walcot, 1804 circa – 1880 circa) è stata la prima donna britannica a fare un volo in mongolfiera in solitaria, un'impresa che compì nel 1826.

## Biografia
Era nata a Walcot, Bath, e sposò il pioniere dell'aeronautica George Graham, con il quale volò per la prima volta il 2 giugno 1824, quando fece una salita da White Conduit Gardens a Islington, Londra. Ebbero tre figlie, che in seguito avrebbero anche loro fatto voli in mongolfiera con lei dal 1850 in poi.
Il 28 giugno 1826 fu pianificato un volo in cui la signora Graham e una donna di nome Jane Stocks avrebbero dovuto sollevarsi da White Conduit Gardens. Tuttavia, Jane Stocks alla fine ci ripensò, e questo fu il primo volo da solista di una donna pilota britannica. La carriera di Margaret come aeronauta durò per più di trent'anni.
Nel 1827, George Graham fu portato in tribunale per debiti e rimase in custodia per diversi mesi prima che il caso fosse discusso. Margaret Graham testimoniò a suo favore, affermando che il costo di realizzazione del pallone superava di gran lunga il prezzo per il quale il creditore di suo marito, un certo Brooker, aveva proposto di venderlo, e sostenendo anche che il pallone non era più di proprietà di Graham.
Il 7 agosto 1850, un pallone su cui viaggiava la signora Graham prese fuoco dopo la sua discesa nei pressi di Edmonton, Londra, ma lei sopravvisse all'incidente. Nello stesso anno, fece la prima salita notturna in mongolfiera che fosse stata mai intrapresa da una donna, in un pallone partito da Vauxhall Gardens. Nel 1851, lei e suo marito fecero un volo commemorativo durante la Grande Esposizione.